# الهادي المبروك
الهادي المبروك أصيل ولاية المنستير بالساحل التونسي يوم 7 أفريل 1921، وتوفي في جوان 2000، سياسي عمل بالدبلوماسية قبل أن يعين وزيرا.
كان الهادي المبروك من التونسيين الذين عملوا في الإدارة الاستعمارية الفرنسية إذ كان قايدا أو واليا بقابس، وهو الذي اتصل به رئيس المجلس الفرنسي إدغار فور لاستشراف رأيه في الاتصال بالباي لمعرفة رأيه من منح تونس الاستقلال الداخلي  قد استمر في العمل في صلب الدولة بعد الاستقلال، حتى أنه كان يحمل الرقم القياسي في بقائه على رأس السفارة التونسية في باريس إذ عين بتاريخ 1 ديسمبر 1973 واستمر في منصبه إلى 10 ديسمبر 1986. وظل يحظى بثقة فرنسا. وتحت تأثير من سعيدة ساسي ابنة أخت الرئيس الحبيب بورقيبة، عينه بورقيبة في 15 سبتمبر 1986 وزيرا للشؤون الخارجية، وقد استمر في منصبه إلى صبيحة يوم 7 نوفمبر 1987 تاريخ تولي زين العابدين بن علي سدة الحكم.

## إشارات مرجعية
1. ↑  TAHAR BEN AMMAR نسخة محفوظة 3 أكتوبر 2010 على موقع واي باك مشين.
2. ↑  سفراء تونس في باريس نسخة محفوظة 05 مارس 2016 على موقع واي باك مشين.
3. ↑  سعيدة ساسي.. تحكمت وكادت تحكم نسخة محفوظة 16 ديسمبر 2013 على موقع واي باك مشين. [وصلة مكسورة]